# Stanisław Samuel Kalinowski
Stanisław Samuel Kalinowski herbu Korwin (Ślepowron) (zm. 12 kwietnia 1679) – łowczy podlaski w latach 1669-1679, pułkownik królewski w latach 1660-1664 pozostawał na służbie u marszałka wielkiego i hetmana polnego koronnego Jerzego Lubomirskiego, pułkownik wojska powiatowego województwa krakowskiego w 1671 roku. Został pochowany w kaplicy bocznej kościoła w Łazanach.